# Koš
Koš (deutsch Andreasdorf, ungarisch Kós) ist eine Gemeinde in der West-Mitte der Slowakei mit 1005 Einwohnern (Stand 31. Dezember 2024), die zum Okres Prievidza, einem Teil des Trenčiansky kraj, gehört.

## Geographie
Die Gemeinde befindet sich im oberen Teil des Talkessels Hornonitrianska kotlina entlang des Baches Cígľanka, der am unteren Ende in die Handlovka fließt, die selbst kurz danach in die Nitra mündet. Das Ortszentrum liegt auf einer Höhe von 270 m n.m. und ist vier Kilometer von Prievidza entfernt.

## Geschichte
Koš wurde zum ersten Mal 1367 als Andreasdorf schriftlich erwähnt. Das Dorf gehörte zum Herrschaftsgut der Burg Weinitz und wurde nach deutschem Recht gegründet. 1553 sind 27 Porta verzeichnet, 1675 52 Untertanen- und 21 Häusler-Familien, eine Gemeinde- und eine Herrenmühle. 1828 zählte man 91 Häuser und 634 Einwohner, die vorwiegend Bauern, Korbmacher und Ölpresser waren.
Bis 1918 gehörte der im Komitat Neutra liegende Ort zum Königreich Ungarn und kam danach zur Tschechoslowakei beziehungsweise heute Slowakei. 1950 wurde in einem Teil des Ortes eine Bausperre wegen unterirdischen Lignitvorkommen verhängt. Bis heute dauert die Lignitförderung.

## Bevölkerung
| Jahr                | 1994 | 2004     | 2014     | 2024     |
| ------------------- | ---- | -------- | -------- | -------- |
| Anzahl der Personen | 802  | 900      | 1150     | 1005     |
| Unterschied         |      | +12,21 % | +27,77 % | −12,60 % |

| Jahr                | 2023 | 2024    |
| ------------------- | ---- | ------- |
| Anzahl der Personen | 1024 | 1005    |
| Unterschied         |      | −1,85 % |

Nach der Volkszählung 2011 wohnten in Koš 1162 Einwohner, davon 1132 Slowaken, neun Tschechen und ein Einwohner anderer Ethnie. 20 Einwohner machten keine Angabe. 798 Einwohner bekannten sich zur römisch-katholischen Kirche, elf Einwohner zur griechisch-katholischen Kirche, neun Einwohner zur evangelischen Kirche, acht Einwohner zu den Siebenten-Tag-Adventisten, fünf Einwohner zur evangelisch-methodistischen Kirche, vier Einwohner zur evangelistischen Kirche, zwei Einwohner zur altkatholischen Kirche und ein Einwohner zur tschechoslowakisch-hussitischen Kirche; elf Einwohner waren anderer Konfession. 198 Einwohner waren konfessionslos und bei 115 Einwohnern ist die Konfession nicht ermittelt.
Ergebnisse nach der Volkszählung 2001 (881 Einwohner):
| Nach Ethnie: - 98,41 % Slowaken - 1,36 % Tschechen | Nach Konfession: - 83,20 % römisch-katholisch - 11,58 % konfessionslos - 2,27 % keine Angabe - 1,14 % andere |

## Bauwerke
In Koš gibt es eine moderne römisch-katholische Kirche. Nebenan steht das gotische Presbyterium der alten Andreaskirche aus dem Jahr 1409. Nachdem die alte Kirche durch Senkungen als Folge des Untertagebaus bedroht wurde, entschied sich man, wertvollste Teile der Kirche zu retten. Das 400 Tonnen schwere Presbyterium wurde im Dezember 2000 durch ein Spezialfahrzeug zwei Kilometer zum neuen Standort verlegt. Anschließend wurde die alte Kirche im März 2001 geschleift.

## Infrastruktur
Die grundlegende Infrastruktur ist gut ausgebaut: es gibt Wasser- und Gasleitungen, Kanalisation sowie Anschluss an eine Kläranlage. Im Dorf sind ein Kindergarten sowie eine Grundschule untergebracht, des Weiteren gibt es eine Bücherei sowie ein Postamt. Es besteht ein Anschluss an die Bahnstrecke Nové Zámky–Prievidza durch eine Haltestelle direkt im Ort, östlich des Dorfes verläuft die Straße 1. Ordnung 50, hier gemeinsam mit der Straße 1. Ordnung 64 und ist über eine Anschlussstelle mit dem Dorf verbunden.